# Ляля-Тюльпан
Уфимська соборна мечеть «Ляля-Тюльпан» (башк. «Ләлә-Тюльпан» Өфө йәмиғ мәсете) — мечеть у місті Уфа (Башкортостан, Росія). Головний мусульманський храм Уфи.

## Історія
Основою проекту став тюльпан — символ тюркомовних народів і весни, а мінарети символізують два бутона. Архітектор — Вакіль Давлятшин. Ідея та проект мечеті виникли ще наприкінці 1980-х. Зовнішній вигляд доволі сучасний з метою відійти від звичних форм. Під час визначення місця будівництва враховано те, що жителі північної частини міста не мали мечеті й мусили витрачати багато часу, щоб добратися до місця молитви.
1989 року забито першу палю для будівництва мечеті. Через перебої у фінансуванні процес будівництва тривав майже 10 років. Мечеть зведено за кошти вірян та за підтримки уряду Башкортостана. Над будівництвом працював трест «Башкортостаннафтозаводбуд».
Ділянка, на якій стоїть мечеть, завбільшки 2,6 гектари, а поруч росте ліс. Храм добре видно і коли в'їжджати в місто з північного боку, і з боку Білої, і коли заїжджати через міст.
Відкрита 7 квітня 1998 року «Ляля-Тюльпан» — це мечеть-школа (медресе). Кількість людей, які навчаються в медресе — бл. 75 осіб. Медресе розташоване на двох поверхах. До комплексу належать: молитовна зала на 300 місць, балкон на 200 місць, гуртожиток на 60 місць, навчальні класи на 100 студентів медресе, їдальня, буфет, конференц-зала на 130 місць, сауна, гаражі. Загалом, мечеть може вмістити до тисячі вірян.
Висота кожного з мінаретів становить 53 метри, на верхівках полозочені півмісяці. Мінарети 8-гранні.
Стіни облицьовані мармуром і змійовиком. Підлога викладена керамічною плиткою й застелена килимами, у вікнах — кольорові вітражі. У залі — люстри з кришталю.
Вхід у молитовну залу окремий для чоловіків і жінок.